# Charles Ménétrier
Pour les articles homonymes, voir Ménétrier.
Charles Ménétrier, né le 6 août 1811 à Paris, mort le 16 mai 1888, à Vimont (Calvados), est un critique théâtral et auteur dramatique français.

## Biographie
Charles Ménétrier naît le 6 août 1811 à Paris, dans le 3e arrondissement. Il est le fils de Catherine Ménétrier, originaire de la Côte-d'Or, et de père inconnu.
Journaliste à La Tribune, à L'Entr'acte, au Magasin Pittoresque et à la Revue et Gazette des Théâtres, ami de Camille Corot, écrivant aussi sous le pseudonyme de Charles Listener, ses pièces ont été représentées sur la scène du Gymnase des enfants.

## Œuvres
- Caliban, par deux ermites de Ménilmontant rentrés dans le monde, avec Édouard Pouyat, 1833
- Le Cœur d'une mère, comédie-vaudeville en un acte, avec Xavier Veyrat, 1836
- Le Nabab, ou la Sœur des anges, comédie en 1 acte, mêlée de chants, 1837
- Arthur de Bretagne, épisode de l'histoire d'Angleterre (1202), en 1 acte, mêlé de chants, 1840
- Un bal d'enfants, comédie-vaudeville en 1 acte, 1841
- Les Enfants d'Armagnac, épisode de l'histoire de Paris, 1418, en 1 acte mêlé de chants, 1842
- Galerie historique de la Comédie Française pour servir de complément à la Troupe de Talma, avec Edmond-Denis de Manne, 1876
- Galerie historique des acteurs français, avec Edmond-Denis de Manne, portraits gravés à l'eau-forte par Jean-Marie Fugère, 1877